# أميم
أميم من الأقوام العربية القديمة، ورد ذكرهم في شذراتٍ متفرقة في الأخبار. وورد ذكر موطنهم عند بطليموس وياقوت الحموي. ولا تتوفر عنهم معلومات كثيرة. وقد ذكرهم المسعودي في أوائل من تكلموا بالعربية عن نسل نوح ببابل في العراق بعد الطوفان قال: وكان من تـكـلـم بالعربية: يعرب وجرهم، وعاد، وثمود، وعملاق، وطسم، وجديس، ووبار، وعبيل وعـبـد ضـخـم، فـسـار يـعـرب بـن قـحطان بن عابر بن شالخ بن أرفخشد بن سام بن نوح (أي الجيل الخامس بعد نوح) بمن تبعه من ولده فحل باليمن
وقد انقسم المستشرقون إلى قسمين في وبار. فريقٌ يرى أنه من الشعوب الخرافية، والفريق الآخر ممن قدر له زيارة الأماكن التي ذهب الأخباريون إلى أنها أرض «وبار» لا يرون هذا الرأي 
إذ يذكر جون فيلبي أن هناك عدة أماكن تحمل أسم وبار في الربع الخالي يزعم الأعراب أنها مواطن أبار القديمة.

## النسب والطبقة
وهم في نظر الأخباريين في طبقة طسم وجديس، وينسبون إلى "لاوذ بن عمليق" أو "لاوذ بن سام بن نوح" أو وبار بن إرم بن سام بن نوح" أو ما شابه ذلك من شجرات نسب، وأن من شعوبهم "وبار بن أميم"، برمل عالج بين اليمامة والشحر، وأن الرمال قد انهارت عليهم بسبب معصية أصابوها، وإن بقيت منهم بقية دعيت "النسناس". والبعض نسبهم إلى إبراهيم من زوجه قطوراء بحسب ما ورد في التوراة.
وزعم بعض نسابة الفرس أنهم من «أميم»، وأن «كيومرث» الذي ينسب الفرس إليه هو ابن أميم بن لاوذ (والسبب ما ورد أن ديارهم كانت بأرض فارس). وقد ذكر الهمداني أن «وبار» شقيق «كيومرث» وقد أولدهما أميم. كذلك أورده المسعودي: وسـار اميم بن لاوذ بن ارم بعد جرهم بن قحطان فحل بارض فارس، فالفرس من ولد كيومرث بن اميم بن لاوذ بن ارم بن سام بن نوح على خلاف في ذلك
كذلك نسب بعض الإخباريين «جذيمة ابن الأبرش» إلى «وبار ابن أميم».
وهناك خلاف بين المؤرخين الأوربيين على ذلك الشعب العربي الذي دعاه بطيلموس "Jobaritae"، وهل هو شعب «وبار»5 أم أنه "يوباب"؟، وأن هناك تحريفًا في النسخ فصارت "الباء" "B" "راء" R" 

## موطنهم
ورد في موطنهم أقوالٌ عدة. والأرجح أنها في وسط الجزيرة العربية في تخوم الربع الخالي. وبحسب ما ذكره الإخباريون أن «وبار بن أميم» نزلوا برمل «عالج» بين اليمامة والشحر في الجزيرة العربية، فانهارت عليهم الرمال وأهلكتهم. ومن الإخباريين من زعم ان ديارهم كانت بأرض فارس.
وقيل: عرفت أرض أميم بوبار، أي أرض «وبار». وتقع أرض وبار بين رمال يبرين واليمن ما بين نجران وحضرموت وما بين مهرة والشحر وهذا المكان قريب من الموقع الذي ذكره بطليموس. ويدعي يا قوت الحموي أن هذه الأرض مسماة ب «وبار بن إرم بن سام بن نوح». ولا يزال العرب يروون أن في الربع الخالي موضعا منكوبا هو الآن مكان خرب هو مكان «وبار» 
وضمن وصفه لصحراء الدهناء، ذكر ياقوت: وأما القسم الغربي الجنوبي من الدهناء فيسمى «الأحقاف» (والحقف المعوج من الرمل أو الرمل العظيم المستدير أو المستطيل المشرف ) وهي منطقة واسعة من الرمال، بها كثبان من الرمال اقترن اسمها باسم «عاد»، كما تكوّن «وبار» قسمًا من الدهناء، وهي أرض كانت مشهورة بالخصب والنماء، ثم أصبحت اليوم من الصحراوات، وفي الجهة الشمالية من وبار «رمال يبرين» التي يصفها «ياقوت» بأنها «رمل لا تدرك أطرافه عن يمين مطلع الشمس من حجر اليمامة»، وقد كانت مسكونة، غير أن الرمال حولتها آخر الأمر إلى خراب 
وقد ذكرت السلطات العمانية بانها عثرت على مدينة وبار مدفونة تحت الأرض وهي مدينة قد يكون اسسها عاد بن شداد وقد تكون هي الحاضرة التي سلط الله عليها الريح الصرصر العاتية.

## مما ورد في ذكرهم
ورد عن «وبار» أساطير كثيرة في المرويات العربية منها أسطورة النسناس. وتتلخص الأسطورة بأنهم من ولد النسناس بن أميم بن عمليق بن يلمع بن لاوذ بن سام. وأنهم في الأصل كانوا بشرا فجعلهم الله نسناسا، للرجل منهم نصف رأس ونصف وجه وعين واحدة ويد واحدة ورجل واحدة، وأنهم صاروا يرعون كما ترعى البهائم وأنهم يقفزون قفزا شديدا ويعدون عدوا منكرا. وحولها وضع الكثير من الشعر على لسان ذلك «الإنسان الحيوان»، وبعضها لا يزال مرويا 
وقيل عن أرضهم: هي أرض تعرف برمل عالج (كان يطلق على النفود الكبير قديما رملة عالج ) تسكنها الجن وكانت من قبل مسكونة من قبل البشر فطردتهم الجنّ عنها، وصارت الجنّ سكّانها، وقد حمتها من كلّ من أرادها، وقصد إليها من الإنس، فإن دنا أحد من تلك الأرض غالطاً أو متعمداً حثت الجنّ في وجهه التراب، وسفت الرمل، وأثارت الزوابع، وقد زعموا أنّ رجلا وقع إلى تلك الأرض فركب فحلا فوجهه قبل أهله فذكر أنّ تلك الإبل الوحشية اتبعته
وقيل كذلك عن الإبل العمانية: أما بالنسبة للجيش (الإبل) العمانيات والمعروفة بالسرعة فتقول الاساطير بأن امها قد تاهت من اصحابها ودخلت إلى منطقة وبار الملعونة - ويقول البدو اوبار - Ubar - المهجورة ولا يسكنها الا الجن فلما أنتجت سلالة الجيش العمانيات والتي تختلف شكلا وكفاءة عن بقية سلالات الإبل ادعوا بانه أضربها فحل من الجن - وقد تكون هذه القصة هي التي يقصدها الراوي
وأوردت جريدة الشرق الأوسط في عددها 8755 حول اكتشاف موقع المقر الأثري (يقع المقر في الجنوب الغربي للملكة العربية السعودية): "لقد أثبت اكتشاف موقع المقر أن رواية ابن الكلبي عن أصول الخيل هي الأقرب إلى الصواب؛ فقد نقل أنها من وحشية وبار، ويذكر الجاسر أن وبار من الأمم البائدة كانت تسكن جنوب جزيرة العرب فيما يعرف الآن باسم الربع الخالي ولما هلكت وبار صارت خيلهم وحشية لا ترام، ويحوكون حول وبار تلك الأرض، وحول وبار الأمة التي تنسب إلى وبار بن أميم بن لاوذ بن سام بن نوح يحوكون حولها أخباراً خرافية كثيرة، ثم يسمون أرض وبار أرض الحوش.

## حياتهم
ذكر الإخباريون أن أرض وبار كانت كثيرة العمران والزروع والمراعي والمياه في الجاهلية. وقد وجد بعض المستشرقين عمرانا في مواقعهم المذكورة يؤيد ذلك.
وقال المسعودي: وقد ذكر جماعة من أهل السير والاخبار: ان جميع من ذكرنا من هذه القبائل كانوا أهل خيم وبدوا مجتمعين في مساكنهم من الأرض وان اميما واولاده (أي الفرس) هم أول من ابتنى البنيان ورفع الحيطان وقطع الاشجار وسقف السقوف واتخذ السطوح.

## نهايتهم
تختلف الروايات في نهايتهم بحسب الموضع. فالبعض يقول ان الرمال قد زحفت عليهم فأهلكتهم. أما بحسب الموضع الذي مر به فيلبي في الربع الخالي فربما تكون نهايتهم بسبب ثوران بركاني حيث وجد أن هذا الموضع عبارة عن فوهة بركان تتناثر حوله الحمم 
وقال المسعودي: وسار بعد طسم بن لاوذ: وبار بن اميم بن لاوذ بن ارم بن سـام بن نوح، بولده ومن تبعه من قومه، فنزل برمل عالج، واصابهم نقمة من اللّه فهلكوا لبغيهم في الأرض.